# Henriettella fascicularis
Henriettella fascicularis là một loài thực vật có hoa trong họ Mua. Loài này được (Sw.) C. Wright mô tả khoa học đầu tiên năm 1868.